# 吳恆 (1985年)
吴恒（1985年—）中华人民共和国湖北省荆门人，2007年毕业于武汉大学空间信息工程专业，2007年从武汉大学考入复旦大学历史地理研究中心攻读硕士学位、网站“掷出窗外”创建人。面对中国严峻的食品安全问题，吴恒建立了名为“掷出窗外”的网站，在这个网站中吴恒收录了中国国内2000多条有明确来源、有受害者的有害食品记录。查询者可以依照省份、食品种类阅读相关信息。网站模式部分参考了维基百科。2011年6月17日，吴恒发布了《中国食品安全问题新闻资料库》。在创建了掷出窗外网站后，2012年5月4日吴恒接到了上海食品安全委员的约谈。 。2014年7月1日，吴恒的新书上市，书名为<<掷出窗外-中国食品安全问题深度观察>>, 由经济日报出版社出版发行。 。